# Česká hokejová extraliga 1994/1995
Česká hokejová extraliga 1994/1995 byla 2. ročníkem nejvyšší hokejové soutěže v České republice.

## Fakta
- 2. ročník samostatné české nejvyšší hokejové soutěže
- Do tohoto ročníku soutěže postoupili oba semifinalisté z 1 ligy tj. HC Dadák Vsetín a HC Slavia Praha z minulého ročníku (1993/1994)
- Nejlepší střelec základní části – Pavel Janků AC ZPS Zlín  28 branek
- Nejlepší nahrávač – Pavel Patera HC Kladno 56 nahrávek
- Vítěz kanadského bodování – Pavel Patera HC Kladno
- Základní část – 43 utkání, 75 bodů / 26 branek + 49 nahrávek /
- Play off – 11 utkání, 12 bodů / 5 branek + 7 nahrávek /
- Celkem základní část + Play off – 54 utkání, 87 bodů / 31 branek + 56 nahrávek /
- Nikdo nesestoupil, v příštím ročníku se soutěž znovu rozšířila na 14 účastníků. Z 1. ligy postoupila Kometa Brno a HC Železárny Třinec.

### Systém soutěže
Všech 12 účastníků se v základní části utkalo čtyřkolově každý s každým. Prvních 8 celků postoupilo do čtvrtfinále play off, které se hrálo celé, kromě utkání o třetí místo, na tři vítězná utkání. Celky na 9. až 12. místě hrály skupinu o udržení, avšak nikdo z ní nesestoupil díky rozšíření soutěže na 14 účastníků.

### Realizační tým a ostatní
Údaje v tabulce jsou platné k začátku soutěže.
| Klub                  | Hlavní trenér      | Kapitán           | Předchozí sezona (po ZČ 1993/1994) |
| --------------------- | ------------------ | ----------------- | ---------------------------------- |
| Kladno                | Jan Neliba         | Pavel Patera      | Zlatá medaile                      |
| HC České Budějovice   | Karel Pražák       | Roman Horák       | Stříbrná medaile                   |
| Vítkovice             | Alois Hadamczik    | Roman Ryšánek     | Bronzová medaile                   |
| AC ZPS Zlín           | Vladimír Vůjtek    | Josef Štraub      | 4. místo                           |
| Sparta Praha          | Pavel Wohl         | Richard Žemlička  | 5. místo                           |
| Pardubice             | Marek Sýkora       | Jiří Šejba        | 6. místo                           |
| Olomouc               | Josef Augusta      | Miroslav Chalánek | 7. místo                           |
| Litvínov              | František Vorlíček | Kamil Prachař     | 8. místo                           |
| Plzeň                 | Karel Trachta      | Ivan Vlček        | 9. místo                           |
| Jihlava               | Jaroslav Holík     | Jiří Cihlář       | 10. místo                          |
| Hradec Králové        | Karel Franěk       | Jiří Ševčík       | 11. místo                          |
| Jindřichův Hradec     | Milan Kašpárek     | Rudolf Suchánek   | 12. místo                          |
| Postupující z 1. ligy |                    |                   |                                    |
| HC Dadák Vsetín       | Horst Valášek      | Rostislav Vlach   | postup z 1. ligy                   |
| Slavia Praha          | Richard Farda      | Rudolf Suchánek   | postup z 1. ligy                   |

## Konečná tabulka základní části
| Poř. | Tým                      | Z  | V  | Vp | R  | Pp | P  | Skóre   | B  |
| ---- | ------------------------ | -- | -- | -- | -- | -- | -- | ------- | -- |
| 1.   | HC Dadák Vsetín (C), (N) | 44 | 21 | 2  | 8  | 0  | 13 | 141:107 | 54 |
| 2.   | HC Kladno                | 44 | 22 | 2  | 6  | 0  | 14 | 178:142 | 54 |
| 3.   | HC Olomouc               | 44 | 18 | 1  | 10 | 1  | 14 | 130:124 | 48 |
| 4.   | AC ZPS Zlín              | 44 | 18 | 2  | 8  | 3  | 13 | 158:149 | 48 |
| 5.   | HC Interconex Plzeň      | 44 | 16 | 0  | 14 | 2  | 12 | 118:112 | 46 |
| 6.   | HC České Budějovice      | 44 | 20 | 0  | 6  | 0  | 18 | 142:124 | 46 |
| 7.   | HC Slavia Praha (N)      | 44 | 16 | 2  | 7  | 0  | 19 | 133:164 | 43 |
| 8.   | HC Chemopetrol Litvínov  | 44 | 18 | 0  | 6  | 1  | 19 | 149:143 | 42 |
| 9.   | HC Sparta Praha          | 44 | 15 | 1  | 9  | 1  | 18 | 123:129 | 41 |
| 10.  | HC Vítkovice             | 44 | 16 | 2  | 5  | 3  | 18 | 144:156 | 41 |
| 11.  | HC Pardubice             | 44 | 12 | 1  | 11 | 1  | 19 | 134:151 | 37 |
| 12.  | HC Dukla Jihlava         | 44 | 11 | 1  | 4  | 2  | 26 | 117:166 | 28 |

Poznámky:
- (C) = držitel mistrovského titulu, (N) = nováček (minulou sezónu hrál nižší soutěž a postoupil)

## Pavouk play off
|  | Čtvrtfinále             | Čtvrtfinále         |                 |   | Semifinále | Semifinále |  |  | Finále | Finále |
|  |                         |                     |                 |   |            |            |  |  |        |        |
|  |                         |                     |                 |   |            |            |  |  |        |        |
|  | HC Dadák Vsetín         | 3                   |                 |   |            |            |  |  |        |        |
|  | HC Dadák Vsetín         | 3                   |                 |   |            |            |  |  |        |        |
|  | HC Chemopetrol Litvínov | 1                   |                 |   |            |            |  |  |        |        |
|  | HC Chemopetrol Litvínov | 1                   | HC Dadák Vsetín | 3 |            |            |  |  |        |        |
|  |                         |                     | HC Dadák Vsetín | 3 |            |            |  |  |        |        |
|  |                         | HC České Budějovice | 0               |   |            |            |  |  |        |        |
|  | HC České Budějovice     | HC České Budějovice | 0               | 3 |            |            |  |  |        |        |
|  | HC České Budějovice     |                     |                 | 3 |            |            |  |  |        |        |
|  | HC Olomouc              | 0                   |                 |   |            |            |  |  |        |        |
|  | HC Olomouc              | 0                   | HC Dadák Vsetín | 3 |            |            |  |  |        |        |
|  |                         |                     | HC Dadák Vsetín | 3 |            |            |  |  |        |        |
|  |                         | AC ZPS Zlín         | 1               |   |            |            |  |  |        |        |
|  | HC Slavia Praha         | AC ZPS Zlín         | 1               | 0 |            |            |  |  |        |        |
|  | HC Slavia Praha         |                     |                 | 0 |            |            |  |  |        |        |
|  | HC Kladno               | 3                   |                 |   |            |            |  |  |        |        |
|  | HC Kladno               | 3                   | HC Kladno       | 2 |            |            |  |  |        |        |
|  |                         |                     | HC Kladno       | 2 |            |            |  |  |        |        |
|  |                         | AC ZPS Zlín         | 3               |   |            |            |  |  |        |        |
|  | AC ZPS Zlín             | AC ZPS Zlín         | 3               | 3 |            |            |  |  |        |        |
|  | AC ZPS Zlín             |                     |                 | 3 |            |            |  |  |        |        |
|  | HC Interconex Plzeň     | 0                   |                 |   |            |            |  |  |        |        |
|  | HC Interconex Plzeň     | 0                   |                 |   |            |            |  |  |        |        |

V play-off je 1, 2 a 5 utkání hráno doma. V utkáních o 3. místo je první utkání hráno doma. Nikdo nesestoupil díky rozšíření soutěže na 14 účastníků.

## Čtvrtfinále

### První čtvrtfinále
1. utkání
|  | HC Dadák Vsetín | 3 - 0         | HC Chemopetrol Litvínov |  |
|  | HC Dadák Vsetín | (1:0,2:0,0:0) | HC Chemopetrol Litvínov |  |

| Souhrn zápasu Report | Souhrn zápasu Report                                       | Souhrn zápasu Report | Souhrn zápasu Report | Souhrn zápasu Report                                      |
| -------------------- | ---------------------------------------------------------- | -------------------- | -------------------- | --------------------------------------------------------- |
|                      | 20. Antonín Stavjaňa 25. Marek Tichý 40. Miroslav Stavjaňa |                      |                      | Rozhodčí: František Rejthar - Evžen Kostka, Pavel Sirotek |

2. utkání
|  | HC Dadák Vsetín | 4 - 2         | HC Chemopetrol Litvínov |  |
|  | HC Dadák Vsetín | (0:1,0:1,4:0) | HC Chemopetrol Litvínov |  |

| Souhrn zápasu Report | Souhrn zápasu Report                                                        | Souhrn zápasu Report | Souhrn zápasu Report | Souhrn zápasu Report                                       |
| -------------------- | --------------------------------------------------------------------------- | -------------------- | -------------------- | ---------------------------------------------------------- |
|                      | 46. Antonín Stavjaňa 56. Stanislav Pavelec 56. Michal Tomek 60. Tomáš Sršeň |                      | 12. a 23. Jan Alinč  | Rozhodčí: Dalibor Pasker - Alexandr Fedoročko, Jan Padevět |

3. utkání
|  | HC Chemopetrol Litvínov | 6 - 3         | HC Dadák Vsetín |  |
|  | HC Chemopetrol Litvínov | (1:0,3:1,2:2) | HC Dadák Vsetín |  |

| Souhrn zápasu Report | Souhrn zápasu Report                                                           | Souhrn zápasu Report | Souhrn zápasu Report                                | Souhrn zápasu Report                                      |
| -------------------- | ------------------------------------------------------------------------------ | -------------------- | --------------------------------------------------- | --------------------------------------------------------- |
|                      | 9. a 40. Vladimír Machulda 35. a 46. Radek Mrázek 22. Radek Šíp 44. Ivo Prorok |                      | 25. Tomáš Sršeň 51. Andrej Galkin 52. Alexej Jaškin | Rozhodčí: František Rejthar - Evžen Kostka, Pavel Sirotek |

4. utkání
|  | HC Chemopetrol Litvínov | 1 - 5         | HC Dadák Vsetín |  |
|  | HC Chemopetrol Litvínov | (0:3,0:0,1:2) | HC Dadák Vsetín |  |

| Souhrn zápasu Report | Souhrn zápasu Report | Souhrn zápasu Report | Souhrn zápasu Report                                                          | Souhrn zápasu Report                                       |
| -------------------- | -------------------- | -------------------- | ----------------------------------------------------------------------------- | ---------------------------------------------------------- |
|                      | 57. Jan Alinč        |                      | 3. a 10. Martin Smeták 15. Michal Tomek 41. Rostislav Vlach 45. Luboš Jenáček | Rozhodčí: Dalibor Pasker - Alexandr Fedoročko, Petr Blümel |

- Vítěz HC Dadák Vsetín 3:1 na zápasy

### Druhé čtvrtfinále
1. utkání
|  | HC Kladno | 7 - 4         | HC Slavia Praha |  |
|  | HC Kladno | (1:0,0:1,6:3) | HC Slavia Praha |  |

| Souhrn zápasu Report | Souhrn zápasu Report                                                                                | Souhrn zápasu Report | Souhrn zápasu Report                                             | Souhrn zápasu Report                                    |
| -------------------- | --------------------------------------------------------------------------------------------------- | -------------------- | ---------------------------------------------------------------- | ------------------------------------------------------- |
|                      | 13. a 55. Martin Procházka 44. a 48. Miroslav Mach 52. Pavel Patera 57. Patrik Eliáš 60. Jan Kruliš |                      | 37. a 50. Vladimír Růžička 47. Ladislav Slížek 56. Václav Eiselt | Rozhodčí: Oldřich Brada - Vilém Cambal, Michal Unzeitig |

2. utkání
|  | HC Kladno | 4 - 2         | HC Slavia Praha |  |
|  | HC Kladno | (2:1,1:0,1:1) | HC Slavia Praha |  |

| Souhrn zápasu Report | Souhrn zápasu Report                                      | Souhrn zápasu Report | Souhrn zápasu Report             | Souhrn zápasu Report                              |
| -------------------- | --------------------------------------------------------- | -------------------- | -------------------------------- | ------------------------------------------------- |
|                      | 18. a 59. Martin Procházka 15. Petr Kuda 40. Pavel Patera |                      | 10. Roman Blažek 59. Jiří Hlinka | Rozhodčí: Ivo Haber - Jaromír Bláha, Václav Český |

3. utkání
|  | HC Slavia Praha | 2 - 3         | HC Kladno |  |
|  | HC Slavia Praha | (1:2,0:1,1:0) | HC Kladno |  |

| Souhrn zápasu Report | Souhrn zápasu Report              | Souhrn zápasu Report | Souhrn zápasu Report                    | Souhrn zápasu Report                                    |
| -------------------- | --------------------------------- | -------------------- | --------------------------------------- | ------------------------------------------------------- |
|                      | 14. Milan Antoš 55. Václav Eiselt |                      | 12. a 37. Miroslav Mach 4. David Čermák | Rozhodčí: Oldřich Brada - Vilém Cambal, Michal Unzeitig |

- Vítěz HC Kladno 3:0 na zápasy

### Třetí čtvrtfinále
1. utkání
|  | HC Olomouc | 2 - 5         | HC České Budějovice |  |
|  | HC Olomouc | (2:3,0:1,0:1) | HC České Budějovice |  |

| Souhrn zápasu Report | Souhrn zápasu Report | Souhrn zápasu Report | Souhrn zápasu Report                                                 | Souhrn zápasu Report                             |
| -------------------- | -------------------- | -------------------- | -------------------------------------------------------------------- | ------------------------------------------------ |
|                      | 6. a 19. Aleš Zima   |                      | 4. a 13. Roman Horák 13. Radek Ťoupal 23. Radek Dvořák 56. Luboš Rob | Rozhodčí: Jiří Balej - Miloš Bádal, Roman Pouzar |

2. utkání
|  | HC Olomouc | 2 - 10        | HC České Budějovice |  |
|  | HC Olomouc | (0:6,2:2,0:2) | HC České Budějovice |  |

| Souhrn zápasu Report | Souhrn zápasu Report              | Souhrn zápasu Report | Souhrn zápasu Report | Souhrn zápasu Report                                  |
| -------------------- | --------------------------------- | -------------------- | --- | ----------------------------------------------------- |
|                      | 38. Milan Ministr 40. Robert Holý |                      | 3., 14., 42. a 49. Radek Bělohlav 9. Rudolf Suchánek 12. Ondřej Vošta 20. Luboš Rob 20. Filip Turek 27. Roman Horák 35. Radek Ťoupal | Rozhodčí: Vladimír Svoboda - Jiří Pešan, Tomáš Průcha |

3. utkání
|  | HC České Budějovice | 5 - 3         | HC Olomouc |  |
|  | HC České Budějovice | (2:0,1:0,2:3) | HC Olomouc |  |

| Souhrn zápasu Report | Souhrn zápasu Report                                                     | Souhrn zápasu Report | Souhrn zápasu Report                              | Souhrn zápasu Report                             |
| -------------------- | ------------------------------------------------------------------------ | -------------------- | ------------------------------------------------- | ------------------------------------------------ |
|                      | 39. a 44. Filip Turek 12. Radek Ťoupal 14. Michael Kubíček 53. Lukáš Zíb |                      | 54. Pavel Nohel 56. Tomáš Martinec 59. Petr Tejkl | Rozhodčí: Jiří Balej - Miloš Bádal, Roman Pouzar |

- Vítěz HC České Budějovice 3:0 na zápasy

### Čtvrté čtvrtfinále
1. utkání
|  | AC ZPS Zlín | 2 - 1 PP          | HC Interconex Plzeň |  |
|  | AC ZPS Zlín | (1:0,0:1,0:0,1:0) | HC Interconex Plzeň |  |

| Souhrn zápasu Report | Souhrn zápasu Report             | Souhrn zápasu Report | Souhrn zápasu Report | Souhrn zápasu Report                                 |
| -------------------- | -------------------------------- | -------------------- | -------------------- | ---------------------------------------------------- |
|                      | 17. Pavel Janků 69. Josef Štraub |                      | 24. Milan Volák      | Rozhodčí: Petr Bolina - Jaromír Brázdil, Pavel Halas |

2. utkání
|  | AC ZPS Zlín | 3 - 1         | HC Interconex Plzeň |  |
|  | AC ZPS Zlín | (1:0,1:1,1:0) | HC Interconex Plzeň |  |

| Souhrn zápasu Report | Souhrn zápasu Report                                       | Souhrn zápasu Report | Souhrn zápasu Report | Souhrn zápasu Report                                          |
| -------------------- | ---------------------------------------------------------- | -------------------- | -------------------- | ------------------------------------------------------------- |
|                      | 5. Roman Kaňkovský 26. Martin Maškarinec 60. Roman Meluzín |                      | 37. Milan Volák      | Rozhodčí: Ladislav Vokurka - Miroslav Dvořák, Radovan Křivský |

3. utkání
|  | HC Interconex Plzeň | 3 - 4         | AC ZPS Zlín |  |
|  | HC Interconex Plzeň | (1:2,0:1,2:1) | AC ZPS Zlín |  |

| Souhrn zápasu Report | Souhrn zápasu Report                                          | Souhrn zápasu Report | Souhrn zápasu Report                                                  | Souhrn zápasu Report                                 |
| -------------------- | ------------------------------------------------------------- | -------------------- | --------------------------------------------------------------------- | ---------------------------------------------------- |
|                      | 19. Jaroslav Kreuzmann 56. Jaroslav Špaček 60. Ondřej Steiner |                      | 11. Pavel Janků 12. Miroslav Okál 31. Radim Tesařík 52. Roman Meluzín | Rozhodčí: Petr Bolina - Jaromír Brázdil, Pavel Halas |

- Vítěz AC ZPS Zlín  3:0 na zápasy

## Semifinále

### První semifinále
1. utkání
|  | HC Dadák Vsetín | 3 - 1         | HC České Budějovice |  |
|  | HC Dadák Vsetín | (1:0,1:1,1:0) | HC České Budějovice |  |

| Souhrn zápasu Report | Souhrn zápasu Report                                    | Souhrn zápasu Report | Souhrn zápasu Report | Souhrn zápasu Report                                 |
| -------------------- | ------------------------------------------------------- | -------------------- | -------------------- | ---------------------------------------------------- |
|                      | 19. Martin Smeták 36. Miroslav Stavjaňa 42. Tomáš Sršeň |                      | 26. Radek Dvořák     | Rozhodčí: Ivo Haber - Stanislav Barvíř, Václav Český |

2. utkání
|  | HC Dadák Vsetín | 3 - 2 PP          | HC České Budějovice |  |
|  | HC Dadák Vsetín | (0:1,0:0,2:1,1:0) | HC České Budějovice |  |

| Souhrn zápasu Report | Souhrn zápasu Report                                     | Souhrn zápasu Report | Souhrn zápasu Report              | Souhrn zápasu Report                                   |
| -------------------- | -------------------------------------------------------- | -------------------- | --------------------------------- | ------------------------------------------------------ |
|                      | 44. Zbyněk Mařák 48. Roman Stantien 64. Antonín Stavjaňa |                      | 18. Ondřej Vošta 49. Radek Ťoupal | Rozhodčí: Martin Homola - Jaromír Brázdil, Pavel Halas |

3. utkání
|  | HC České Budějovice | 2 - 4         | HC Dadák Vsetín |  |
|  | HC České Budějovice | (0:0,1:1,1:3) | HC Dadák Vsetín |  |

| Souhrn zápasu Report | Souhrn zápasu Report              | Souhrn zápasu Report | Souhrn zápasu Report                                           | Souhrn zápasu Report                                       |
| -------------------- | --------------------------------- | -------------------- | -------------------------------------------------------------- | ---------------------------------------------------------- |
|                      | 23. Ondřej Vošta 45. Radek Dvořák |                      | 59. a 60. Michal Tomek 26. Miroslav Stavjaňa 44. Andrej Galkin | Rozhodčí: Ivo Haber - Stanislav Barvíř, Alexandr Fedoročko |

- Vítěz HC Dadák Vsetín 3:0 na zápasy

### Druhé semifinále
1. utkání
|  | HC Kladno | 3 - 7         | AC ZPS Zlín |  |
|  | HC Kladno | (1:1,1:2,1:4) | AC ZPS Zlín |  |

| Souhrn zápasu Report | Souhrn zápasu Report                                  | Souhrn zápasu Report | Souhrn zápasu Report                                                                                            | Souhrn zápasu Report                                      |
| -------------------- | ----------------------------------------------------- | -------------------- | --- | --------------------------------------------------------- |
|                      | 13. Marek Židlický 25. Miroslav Mach 55. Pavel Patera |                      | 13. a 37. Pavel Janků 23. Tomáš Němčický 43. Miroslav Okál 48. Josef Štraub 49. Petr Kaňkovský 55. Petr Čajánek | Rozhodčí: Ondřej Fraňo - Jiří Brunclík, Ladislav Rouspetr |

2. utkání
|  | HC Kladno | 3 - 2         | AC ZPS Zlín |  |
|  | HC Kladno | (0:0,0:0,3:2) | AC ZPS Zlín |  |

| Souhrn zápasu Report | Souhrn zápasu Report                                   | Souhrn zápasu Report | Souhrn zápasu Report                | Souhrn zápasu Report                                      |
| -------------------- | ------------------------------------------------------ | -------------------- | ----------------------------------- | --------------------------------------------------------- |
|                      | 43. Martin Procházka 47. Otakar Vejvoda 60. Jan Kruliš |                      | 44. Roman Kaňkovský 56. Pavel Janků | Rozhodčí: František Rejthar - Evžen Kostka, Pavel Sirotek |

3. utkání
|  | AC ZPS Zlín | 8 - 3         | HC Kladno |  |
|  | AC ZPS Zlín | (3:1,3:0,2:2) | HC Kladno |  |

| Souhrn zápasu Report | Souhrn zápasu Report | Souhrn zápasu Report | Souhrn zápasu Report                                | Souhrn zápasu Report                                 |
| -------------------- | --- | -------------------- | --------------------------------------------------- | ---------------------------------------------------- |
|                      | 29. a 53. Miroslav Okál 1. Pavel Janků 19. Pavel Kowalczyk 19. Petr Kaňkovský 26. Tomáš Němčický 34. Roman Meluzín 55. Martin Kotásek |                      | 13. Libor Procházka 41. Pavel Patera 43. Jan Kruliš | Rozhodčí: Ondřej Fraňo - Jiří Brunclík, Václav Český |

4. utkání
|  | AC ZPS Zlín | 3 - 4 SN          | HC Kladno |  |
|  | AC ZPS Zlín | (0:1,2:2,1:0,0:0) | HC Kladno |  |

| Souhrn zápasu Report | Souhrn zápasu Report                                 | Souhrn zápasu Report | Souhrn zápasu Report                                                                  | Souhrn zápasu Report                                           |
| -------------------- | ---------------------------------------------------- | -------------------- | ------------------------------------------------------------------------------------- | -------------------------------------------------------------- |
|                      | 21. Miroslav Okál 36. Tomáš Němčický 48. Juraj Jurík |                      | 4. Libor Procházka 23. Martin Procházka 38. Miroslav Mach Pavel Patera rozhodující SN | Rozhodčí: František Rejthar - Jiří Brunclík, Ladislav Rouspetr |

5. utkání
|  | HC Kladno | 1 - 5         | AC ZPS Zlín |  |
|  | HC Kladno | (1:2,0:1,0:2) | AC ZPS Zlín |  |

| Souhrn zápasu Report | Souhrn zápasu Report | Souhrn zápasu Report | Souhrn zápasu Report                                                                    | Souhrn zápasu Report                               |
| -------------------- | -------------------- | -------------------- | --------------------------------------------------------------------------------------- | -------------------------------------------------- |
|                      | 8. Miroslav Mach     |                      | 6. Miroslav Okál 19. Petr Čajánek 34. Roman Kaňkovský 53. Roman Meluzín 60. Pavel Janků | Rozhodčí: Ivo Haber - Jaromír Brázdil, Pavel Halas |

- Vítěz AC ZPS Zlín  3:2 na zápasy

## O 3. místo
1. utkání
|  | HC České Budějovice | 5 - 3         | HC Kladno |  |
|  | HC České Budějovice | (4:1,0:0,1:2) | HC Kladno |  |

| Souhrn zápasu Report | Souhrn zápasu Report                                                   | Souhrn zápasu Report | Souhrn zápasu Report                                | Souhrn zápasu Report                                       |
| -------------------- | ---------------------------------------------------------------------- | -------------------- | --------------------------------------------------- | ---------------------------------------------------------- |
|                      | 11. a 60. Roman Horák 8. Filip Turek 13. Radek Ťoupal 17. Radek Dvořák |                      | 19. Martin Štěpánek 44. Martin Ančička 46. Petr Ton | Rozhodčí: Martin Homola - Miroslav Dvořák, Radovan Křivský |

2. utkání
|  | HC Kladno | 5 - 4 PP          | HC České Budějovice |  |
|  | HC Kladno | (3:2,1:1,0:1,1:0) | HC České Budějovice |  |

| Souhrn zápasu Report | Souhrn zápasu Report                                     | Souhrn zápasu Report | Souhrn zápasu Report                                               | Souhrn zápasu Report                                    |
| -------------------- | -------------------------------------------------------- | -------------------- | ------------------------------------------------------------------ | ------------------------------------------------------- |
|                      | 5. a 14. David Čermák 13. a 35. Petr Ton 63. Jiří Burger |                      | 10. Jaroslav Brabec 11. Roman Horák 32. Radek Dvořák 45. Jiří Hála | Rozhodčí: František Rejthar - Miloš Bádal, Roman Pouzar |

3. utkání
|  | HC Kladno | 3 - 4 PP          | HC České Budějovice |  |
|  | HC Kladno | (1:2,2:1,0:0,0:1) | HC České Budějovice |  |

| Souhrn zápasu Report | Souhrn zápasu Report                   | Souhrn zápasu Report | Souhrn zápasu Report                              | Souhrn zápasu Report                                       |
| -------------------- | -------------------------------------- | -------------------- | ------------------------------------------------- | ---------------------------------------------------------- |
|                      | 1. a 31. Martin Procházka 32. Petr Ton |                      | 1. , 13. a 64. Radek Bělohlav 22. Michael Kubíček | Rozhodčí: Martin Homola - Miroslav Dvořák, Radovan Křivský |

- Vítěz HC České Budějovice 2:1 na zápasy

## Finále
1. utkání
|  | HC Dadák Vsetín | 3 - 6         | AC ZPS Zlín |  |
|  | HC Dadák Vsetín | (0:3,0:3,3:0) | AC ZPS Zlín |  |

| Souhrn zápasu Report | Souhrn zápasu Report                                     | Souhrn zápasu Report | Souhrn zápasu Report                                                                      | Souhrn zápasu Report                                |
| -------------------- | -------------------------------------------------------- | -------------------- | ----------------------------------------------------------------------------------------- | --------------------------------------------------- |
|                      | 46. Radek Měsíček 52. Martin Smeták 55. Antonín Stavjaňa |                      | 1. a 8. Pavel Janků 9. Petr Kaňkovský 25. Juraj Jurík 29. Josef Štraub 32. Miloslav Gureň | Rozhodčí: Ivo Haber - Jiří Brunclík, Josef Furmánek |

2. utkání
|  | HC Dadák Vsetín | 2 - 1         | AC ZPS Zlín |  |
|  | HC Dadák Vsetín | (1:1,0:0,1:0) | AC ZPS Zlín |  |

| Souhrn zápasu Report | Souhrn zápasu Report              | Souhrn zápasu Report | Souhrn zápasu Report | Souhrn zápasu Report                                 |
| -------------------- | --------------------------------- | -------------------- | -------------------- | ---------------------------------------------------- |
|                      | 14. Tomáš Sršeň 46. Luboš Jenáček |                      | 18. Josef Štraub     | Rozhodčí: Ondřej Fraňo - Jaromír Bláha, Václav Český |

3. utkání
|  | AC ZPS Zlín | 2 - 4         | HC Dadák Vsetín |  |
|  | AC ZPS Zlín | (1:1,0:1,1:2) | HC Dadák Vsetín |  |

| Souhrn zápasu Report | Souhrn zápasu Report                | Souhrn zápasu Report | Souhrn zápasu Report                                    | Souhrn zápasu Report                                |
| -------------------- | ----------------------------------- | -------------------- | ------------------------------------------------------- | --------------------------------------------------- |
|                      | 15. Miroslav Okál 57. Roman Meluzín |                      | 3., 39. Tomáš Sršeň 46. Michal Tomek 59. Miroslav Barus | Rozhodčí: Ivo Haber - Jiří Brunclík, Josef Furmánek |

4. utkání
|  | AC ZPS Zlín | 1 - 2 PP              | HC Dadák Vsetín |  |
|  | AC ZPS Zlín | (0:0, 0:1, 1:0 - 0:1) | HC Dadák Vsetín |  |

| Souhrn zápasu Report | Souhrn zápasu Report | Souhrn zápasu Report | Souhrn zápasu Report                  | Souhrn zápasu Report                                  |
| -------------------- | -------------------- | -------------------- | ------------------------------------- | ----------------------------------------------------- |
|                      | 48. Josef Štraub     |                      | 22. Martin Smeták 61. Rostislav Vlach | Rozhodčí: Ondřej Fraňo - Václav Český, Josef Furmánek |

- Vítěz HC Dadák Vsetín 3:1 na zápasy

## Skupina o udržení
| Poř. | Tým              | Zápasy | Výhry | Vp | Remízy | Pp | Porážky | Skóre   | Body |
| ---- | ---------------- | ------ | ----- | -- | ------ | -- | ------- | ------- | ---- |
| 9.   | HC Sparta Praha  | 50     | 18    | 1  | 10     | 1  | 20      | 145:146 | 48   |
| 10.  | HC Pardubice     | 50     | 16    | 1  | 12     | 1  | 20      | 158:169 | 46   |
| 11.  | HC Vítkovice     | 50     | 17    | 2  | 6      | 3  | 22      | 163:184 | 44   |
| 12.  | HC Dukla Jihlava | 50     | 13    | 1  | 5      | 2  | 29      | 141:192 | 33   |

| Datum utkání | Domácí           | Hosté            | Výsledek | Třetiny           | Report   |                 |                  |     |               |  |
| ------------ | ---------------- | ---------------- | -------- | ----------------- | -------- | --------------- | ---------------- | --- | ------------- |  |
| Datum utkání | Domácí           | Hosté            | Výsledek | Třetiny           | 5.3.1995 | HC Sparta Praha | HC Dukla Jihlava | 4:5 | (2:2,2:2,0:1) |  |
| 5.3.1995     | HC Vítkovice     | HC Pardubicea    | 2:5      | (1:2,0:2,1:1)     |          |                 |                  |     |               |  |
| 8.3.1995     | HC Dukla Jihlava | HC Pardubice     | 4:6      | (1:6,3:0,0:0)     |          |                 |                  |     |               |  |
| 8.3.1995     | HC Sparta Praha  | HC Vítkovice     | 5:2      | (3:1,0:1,2:0)     |          |                 |                  |     |               |  |
| 12.3.1995    | HC Vítkovice     | HC Dukla Jihlava | 6:4      | (4:2,1:0,1:2)     |          |                 |                  |     |               |  |
| 12.3.1995    | HC Pardubice     | HC Sparta Praha  | 4:1      | (3:0,0:0,1:1)     |          |                 |                  |     |               |  |
| 14.3.1995    | HC Dukla Jihlava | HC Sparta Praha  | 4:4 PP   | (1:2,2:2,1:0,0:0) |          |                 |                  |     |               |  |
| 14.3.1995    | HC Pardubice     | HC Vítkovice     | 5:5 PP   | (1:1,3:2,1:2,0:0) |          |                 |                  |     |               |  |
| 17.3.1995    | HC Vítkovice     | HC Sparta Praha  | 1:3      | (0:0,0:1,1:2)     |          |                 |                  |     |               |  |
| 18.3.1995    | HC Pardubice     | HC Dukla Jihlava | 3:1      | (1:0,2:1,0:0)     |          |                 |                  |     |               |  |
| 19.3.1995    | HC Sparta Praha  | HC Pardubice     | 5:1      | (2:1,3:0,0:0)     |          |                 |                  |     |               |  |
| 22.3.1995    | HC Dukla Jihlava | HC Vítkovice     | 6:3      | (2:2,1:1,3:0)     |          |                 |                  |     |               |  |

- Do skupiny o udržení se započítávaly všechny výsledky ze základní části.
- Ze skupiny o udržení po rozšíření počtu účastníků nikdo nesestoupil.

## Nejproduktivnější hráči základní části
Toto je konečné pořadí hráčů podle dosažených bodů. Za jeden vstřelený gól nebo přihrávku na gól hráč získal jeden bod.
| Poř. | Hráč             | Tým                     | Z  | G  | A  | B  | TM | +/- |
| ---- | ---------------- | ----------------------- | -- | -- | -- | -- | -- | --- |
| 1.   | Pavel Patera     | HC Vagnerplast Kladno   | 43 | 26 | 49 | 75 | 24 | 29  |
| 2.   | Martin Procházka | HC Vagnerplast Kladno   | 41 | 25 | 33 | 58 | 20 | 39  |
| 3.   | Otakar Vejvoda   | HC Vagnerplast Kladno   | 39 | 25 | 31 | 56 | 24 | 14  |
| 4.   | Roman Horák      | HC České Budějovice     | 43 | 20 | 33 | 53 | 24 | 14  |
| 5.   | Vladimír Růžička | HC Slavia Praha         | 41 | 27 | 24 | 51 | 40 | -2  |
| 6.   | Pavel Janků      | AC ZPS Zlín             | 42 | 28 | 22 | 50 | 4  | 5   |
| 7.   | Jan Alinč        | HC Chemopetrol Litvínov | 42 | 16 | 32 | 48 | 52 | 14  |
| 8.   | Zbyněk Mařák     | HC Dadák Vsetín         | 44 | 21 | 23 | 44 | 22 | 18  |
| 9.   | Radek Bělohlav   | HC České Budějovice     | 44 | 16 | 26 | 42 | 14 | 9   |
| 10.  | Petr Kaňkovský   | AC ZPS Zlín             | 44 | 18 | 23 | 41 | 44 | -3  |

## Nejproduktivnější hráči play-off
Toto je konečné pořadí hráčů podle dosažených bodů. Za jeden vstřelený gól nebo přihrávku na gól hráč získal jeden bod.
| Poř. | Hráč             | Tým                   | Z  | G | A  | B  | TM | +/- |
| ---- | ---------------- | --------------------- | -- | - | -- | -- | -- | --- |
| 1.   | Pavel Janků      | AC ZPS Zlín           | 12 | 9 | 8  | 17 | 14 | 5   |
| 2.   | Josef Štraub     | AC ZPS Zlín           | 12 | 5 | 10 | 15 | 40 | 5   |
| 3.   | Roman Horák      | HC České Budějovice   | 9  | 6 | 8  | 14 | 2  | 2   |
| 4.   | Roman Meluzín    | AC ZPS Zlín           | 11 | 5 | 9  | 14 | 0  | 0   |
| 5.   | Rostislav Vlach  | HC Dadák Vsetín       | 11 | 2 | 12 | 14 | 24 | 8   |
| 6.   | Martin Procházka | HC Vagnerplast Kladno | 11 | 8 | 4  | 12 | 4  | -2  |
| 7.   | Radek Bělohlav   | HC České Budějovice   | 9  | 7 | 5  | 12 | 6  | 5   |
| 8.   | Miroslav Okál    | AC ZPS Zlín           | 12 | 7 | 5  | 12 | 6  | 5   |
| 9.   | Martin Smeták    | HC Dadák Vsetín       | 11 | 5 | 7  | 12 | 26 | 7   |
| 10.  | Pavel Patera     | HC Vagnerplast Kladno | 11 | 5 | 7  | 12 | 8  | 1   |

| Umístění         | Mužstvo             | Hráči |
| ---------------- | ------------------- | --- |
| Zlatá medaile    | HC Dadák Vsetín     | Brankáři: Roman Čechmánek, Ivo Pešat Obránci: Antonín Stavjaňa, Alexej Jaškin, Stanislav Pavelec, Marek Tichý, Daniel Vrla, Radek Měsíček, Tomáš Jakeš, Pavel Augusta, Jan Srdínko Útočníci: Zbyněk Mařák, Michal Tomek, Andrej Galkin, Tomáš Sršeň, Rostislav Vlach, Roman Stantien, Miroslav Stavjaňa, Martin Smeták, Luboš Janáček, Josef Beránek, Libor Forch, Miroslav Barus, Radim Raděvič, Pavel Rohlík, Josef Podlaha, Ivan Padělek Trenéři Horst Valášek a Zdislav Tabara                                      |
| Stříbrná medaile | AC ZPS Zlín         | Brankáři: Jaroslav Kameš, Pavel Maláč, Richard Hrazdíra Obránci: Martin Maškarinec, Radim Tesařík, Pavel Kowalczyk, Jan Krajíček, Roman Kaňkovský, Miloslav Gureň, Pavel Rajnoha, Patrik Hučko, Roman Hamrlík, Karel Beran, Jiří Marušák Útočníci: Pavel Janků, Josef Štraub, Roman Meluzín, Miroslav Okál, Petr Kaňkovský, Juraj Jurík, Petr Čajánek, Jaroslav Hub, Roman Mejzlík, Tomáš Němčický, Zdeněk Okál, Martin Kotásek, Zdeněk Sedlák, Petr Klíma, Martin Špaňhel Trenéři Vladimír Vůjtek starší a Zdeněk Čech |
| Bronzová medaile | HC České Budějovice | Brankáři: Roman Turek, Robert Slávik Obránci: Libor Zábranský, Milan Nedoma, Rudolf Suchánek, Petr Mainer, Petr Šedý, Jiří Hála, Michael Kubíček, Lukáš Zíb, Jaroslav Modrý, Filip Vaněček, Petr Hodek Útočníci: Roman Horák, Radek Bělohlav, Luboš Rob, Pavel Pýcha, Radek Ťoupal, Ondřej Vošta, Filip Turek, Radek Dvořák, Roman Božek, Arpad Györi, Jaroslav Brabec, František Ševčík, Petr Sailer, Václav Král, Martin Štrba, Petr Paukner, Zdeněk Šperger, Michal Horák Trenéři Karel Pražák a Vladimír Caldr      |

## Rozhodčí
Ve 4. minutě utkání 27. kola Pardubice - Plzeň byl zraněn čárový rozhodčí Miroslav Lipina. Z utkání si odnesl zlomeninu kotníku a do extraligy se už nikdy nevrátil. Od 2. třetiny ho nahradil Petr Bümel.

### Hlavní
- Všichni

- Jiří Balej
- Petr Bolina
- Oldřich Brada
- Ondřej Fraňo
- Ivo Haber
- Martin Homola
- Ivo Kuba
- Milan Kolísek
- Tomáš Machač
- Dalibor Pasker
- Rudolf Potsch
- František Rejthar
- Vladimír Svoboda
- Ladislav Vokurka

### Čároví
- Všichni

- Miloš Bádal –  Roman Pouzar
- Stanislav Barvíř –  Petr Blümel
- Jaromír Bláha –  Václav Český
- Jaromír Brázdil -  Pavel Halas
- Jaromír Brunclík –  Ladislav Rouspetr
- Vilém Cambal –  Michal Unzeitig
- Jan Čížek -  Zdeněk Novák
- Alexandr Fedoročko–  Jan Padevět
- Josef Furmánek -  Miroslav Lipina (do 27. kola)
- Evžen Kostka –  Pavel Sirotek
- Miroslav Dvořák –  Radovan Křivský
- Petr Hauser –  Miroslav Charvát
- Tomáš Průcha–  Jiří Pešan
- Jaroslav Grochol